# Ulica Podgórna w Poznaniu

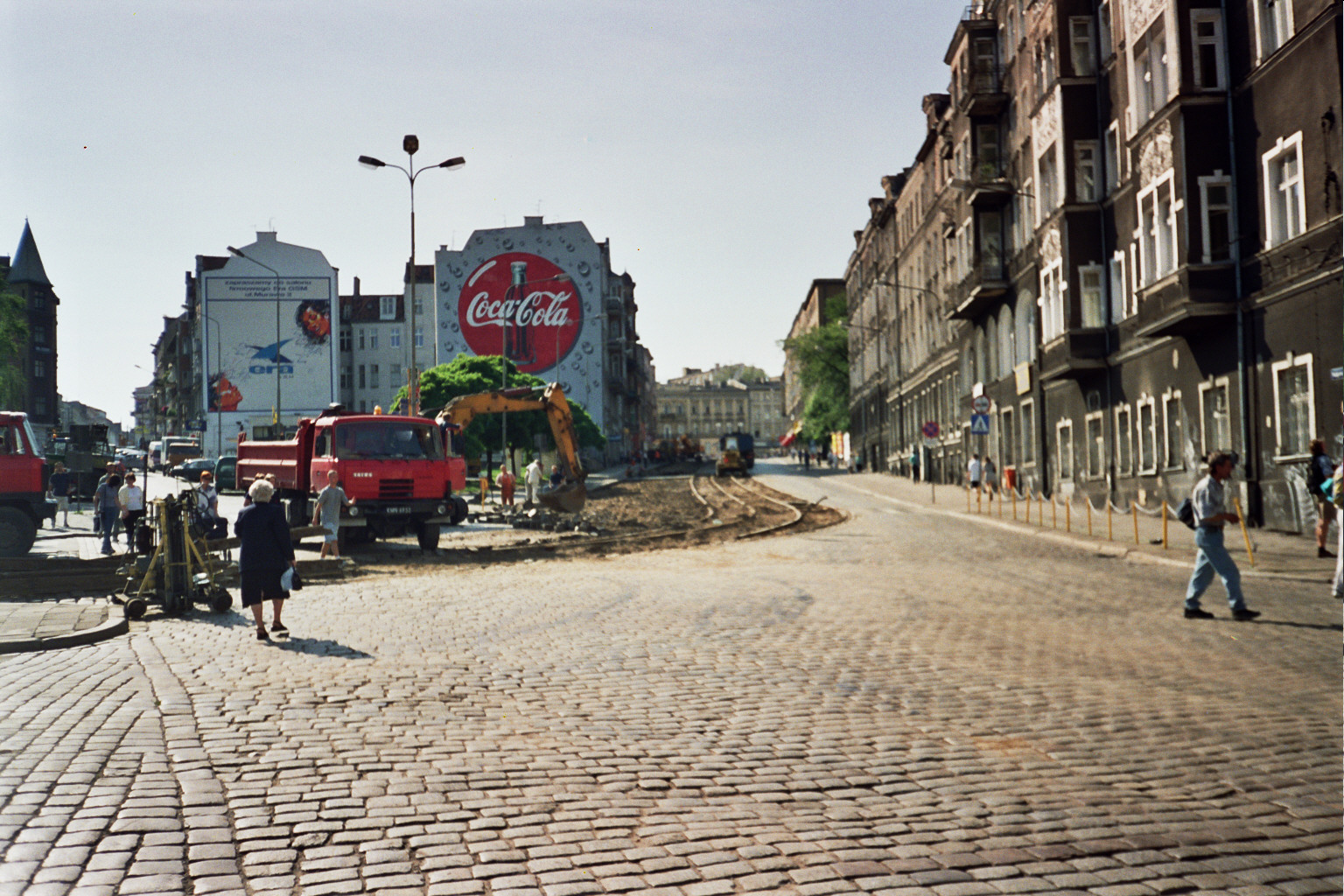
Ulica Podgórna na wysokości Placu Wiosny Ludów (2000)

Ulica Podgórna w Poznaniu (niem. Bergstrasse, w czasach PRL: Walki Młodych) – ulica, stromo opadająca z zachodu na wschód, łącząca Aleje Marcinkowskiego z placem Wiosny Ludów i dalej biegnąca w kierunku ul. Garbary. Swój przebieg pierwotnie kończyła na zakręcie przy ulicy Zielonej, która jest przedłużeniem w kierunku placu Bernardyńskiego i ulicy Garbary. Na całej długości posiada kategorię drogi powiatowej.
W kwietniu 2019 roku odcinek ulicy Podgórnej od skrzyżowania z ulicą Wrocławską do zakrętu przy ulicy Zielonej został przemianowany na ulicę Janiny Lewandowskiej, co spowodowało skrócenie długości z 529 metrów do 300.

## Obiekty

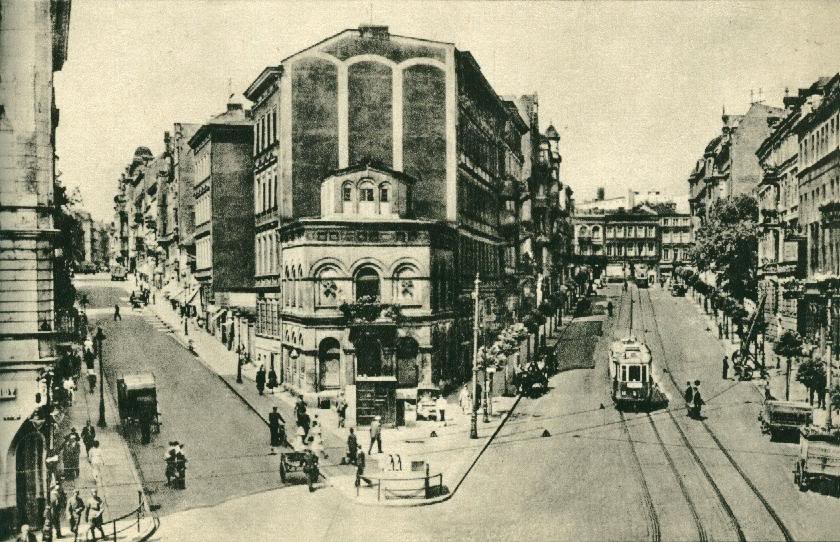
Widok z 1937 (ulica Podgórna po prawej, z tramwajem, a po lewej Święty Marcin)

W najmniejszej, neoklasycystycznej, jednopiętrowej kamieniczce, obecnie Podgórna 6 (wówczas 7) mieszkali lekarz i społecznik Karol Marcinkowski oraz Paul von Hindenburg. Po powrocie z więzienia w 1837 roku wprowadził się do niej pierwszy z nich. Ponieważ udało mu się doprowadzić do zlikwidowania panującej wówczas w mieście epidemii cholery, w dowód uznania uzyskał amnestię. W kamienicy tej mieszkał aż do śmierci w 1846, o czym przypomina tablica pamiątkowa na murze. Paul von Hindenburg, niemiecki dowódca z czasów I wojny światowej, a później prezydent Republiki Weimarskiej, urodził się w tym samym domu już rok później (w 1847). Niemcy w 1916 roku przemianowali ulicę na Hindenburgstrasse (była to jedna z ostatnich pruskich nazw nadanych w Poznaniu), a w tym budynku postanowili urządzić Hindenburgmuseum, jednak nie udało im się zrealizować tego pomysłu, gdyż od 1900 roku kamienica znajdowała się w rękach polskich. Tablica upamiętniająca Hindenburga wisiała na tym budynku jedynie w latach 1939–1945 (odsłonił ją dowódca wojsk niemieckich na Poznań).
4 marca 1945, po wiecu Związku Walki Młodych, który odbył się w Auli UAM, młodzież spontanicznie przemianowała nazwę ulicy Święty Marcin na Walki Młodych, co nie spotkało się z przychylnością mieszkańców miasta. 8 sierpnia 1945 ukazał się w Głosie Wielkopolskim artykuł w obronie tradycyjnego miana. W odpowiedzi Zarząd Wojewódzki ZWM, uznał racje krytyków i zaproponował przeniesienie nazwy Walki Młodych na nieodległą ulicę Podgórną, do czego ostatecznie doszło.
Pod numerem 8 zainaugurowano w dniu 17 kwietnia 1945 poznański Teatr Marionetek. Zorganizowała go Halina Lubicz, a sezon rozpoczęła przedstawieniem Śpiewaka leśnego Henryka Żuchowskiego. Potem teatr został przeniesiony na Święty Marcin.

## Organizacja ruchu
Ulica jest przejezdna dla samochodów jedynie na odcinku od Alei Karola Marcinkowskiego do wjazdu na teren parkingu podziemnego zlokalizowanego w sąsiedztwie placu Wiosny Ludów. Dalszy odcinek w kierunku ul. Garbary jest przejezdny tylko dla pojazdów MPK Poznań.
Od placu Wiosny Ludów do Alei Karola Marcinkowskiego wyznaczono ruch jednokierunkowy, w stronę Alei – nie dotyczy to tramwajów.

## Komunikacja
Silnie nachylona trasa tramwajowa prowadząca ulicą była przyczyną wielu wypadków tramwajowych. Tramwaje staczały się tutaj od początku funkcjonowania trasy, najczęściej z powodu awarii hamulców lub zbyt śliskiego torowiska. W czasach funkcjonowania konduktorów mieli oni obowiązek (zarówno podczas wjazdów, jak i zjazdów) stania przy hamulcu w wagonie doczepnym, aby w razie poślizgu hamować tym wagonem. W 1966 przeprowadzono próby trakcyjne, obciążając skład kamieniami o wadze około stu pasażerów. W wyniku tego wydano orzeczenie, że tramwaje mogą kursować ulicą Podgórną bez obsługi konduktorskiej. Po likwidacji stanowisk konduktorskich przez MPK, wprowadzono funkcję hamulcowych. Wsiadali oni do wagonu na Alejach Marcinkowskiego i dyżurowali przy hamulcu do ulicy Strzeleckiej, a następnie powracali najbliższym składem na Aleje Marcinkowskiego. Problem został rozwiązany po montażu w tramwajach hamulców szynowych.
Obecnie na całej długości ulicy znajduje się dwutorowa trasa tramwajowa. Ulicą kursują linie tramwajowe na zlecenie ZTM Poznań:
- dzienne:[10]

 2 Dębiec ↔ Ogrody (na odc. pl. Wiosny Ludów – al. Marcinkowskiego)
 5 Górczyn ↔ Stomil
 9 Dębiec ↔ Piątkowska (na odc. pl. Wiosny Ludów – al. Marcinkowskiego)
 13 Junikowo ↔ Starołęka
 16 Franowo ↔ os. Sobieskiego
- nocne:[11]

 201 os. Sobieskiego ↔ Franowo (nie kursuje w nocy z poniedziałku na wtorek)

## Obiekty
- dom handlowy Kupiec Poznański
- pomnik Hipolita Cegielskiego
- Katolicka Szkoła Społeczna w Poznaniu (nieistniejąca)